# Hermannova smrt
Hermannova smrt (někdy se objevuje i pojmenování Herrmannova) je označení pomníčku v Jizerských horách, který je umístěn v řídkém smrkovém lese na východním úpatí balvany posetého vrchu poblíž chaty Hubertka, východně od obce Lázně Libverda. Ve vzdálenosti asi 50 metrů od místa je vedena  turistická trasa spojující Hubertku s Bílým Potokem. Na pomníku je vytesán nápis
| „          | Hir verunglükt H. Hermann am 19. nov 1905 | “ |
| — náhrobek |                                           |   |

Pomník byl postaven na památku řezníka Heinricha Hermanna z blízké obce Lázně Libverda, který zde byl (snad nešťastnou náhodou) ve věku 46 let smrtelně postřelen 9. listopadu 1905 (dle některých zdrojů již 1904) při lovu.